# (3357) Tolstikov
(3357) Tolstikov ist ein Asteroid des äußeren Hauptgürtels, der am 21. März 1984 von dem tschechischen Astronomen Antonín Mrkos am Kleť-Observatorium (IAU-Code 046) bei Český Krumlov entdeckt wurde.
Der Asteroid gehört zur Eos-Familie, einer Gruppe von Asteroiden, welche typischerweise große Halbachsen von 2,95 bis 3,1 AE aufweisen, nach innen begrenzt von der Kirkwoodlücke der 7:3-Resonanz mit Jupiter, sowie Bahnneigungen zwischen 8° und 12°. Die Gruppe ist nach dem Asteroiden (221) Eos benannt. Es wird vermutet, dass die Familie vor mehr als einer Milliarde Jahren durch eine Kollision entstanden ist. Nach der SMASS-Klassifikation (Small Main-Belt Asteroid Spectroscopic Survey) wird bei einer spektroskopischen Untersuchung von Gianluca Masi, Sergio Foglia und Richard P. Binzel bei (3357) Tolstikov von einer hellen Oberfläche ausgegangen, es könnte sich also, grob gesehen, um einen S-Asteroiden handeln.
(3357) Tolstikov ist nach dem sowjetischen Polarforscher Jewgeni Tolstikow benannt. Antonín Mrkos hatte im Internationalen Geophysikalischen Jahr 1957/58 an der 3. Sowjetischen Antarktisexpedition teilgenommen, die unter der Leitung von Tostikow stand. Insgesamt drei Jahre hatten Mrkos und Tostikow in der Mirny-Station an der antarktischen Küste der Davissee zusammengearbeitet. Die Benennung erfolgte durch die Internationale Astronomische Union (IAU) am 26. Februar 1994.